# Sonate voor viool en piano in Es
Frank Bridge begon in de lente van 1904 aan zijn Sonate voor viool en piano in Es majeur. Bridge was een begenadigd altist en zou als klassiek componist bekend worden/blijven als componist van kamermuziek. In zijn beginperiode als componist schreef hij tal van werken binnen dat genre, die eerst in de vergetelheid raakten, maar later juist zijn faam handhaafden. Het componeren van deze sonate begon dan ook relatief vlot. Op 13 april 1904 had hij het eerste deel af en begon hij aan het tweede van wat (men later vermoedde) een driedelige sonate moest worden. Eenmaal halverwege dat tweede deel stokte de inspiratie. Hij kwam zijn gehele verdere leven niet meer aan dit werk (toe) en het bleef dus onvoltooid.
Het eerste deel is typisch Bridge in zijn vroege periode. Hij schreef toen voornamelijk in de romantische stijl. Die stijl is voornamelijk in deel 1 te horen. In deel twee hanteerde Bridge zijn eigen uitvinding; twee vlak naast elkaar liggende akkoorden worden gebruikt zonder dat dat leidt tot dissonantie. Met name in het scherzo in deel 2 (deel twee gaat in de langzaam-snel-langzaam-variant) wordt veelvuldig gewisseld tussen de toonsystemen Bes majeur en B majeur. Zoals geschreven, halverwege hield het gewoon op.
Paul Hindmarsh, die de muziek van de componist heeft gepromoot en ook de oeuvrenummering heeft aangelegd, zag een mogelijkheid om op basis van de eerste helft de tweede helft van het van oorsprong tweede deel voor uitvoering geschikt te maken. Hij greep in 1996 daarbij terug op de ingezette weg van Bridge. Als slot gebruikte Hindmarsh een coda, dat bestaat uit eerder materiaal uit de sonate. Deel drie bleef alleen in de gedachten van Bridge.
De eerste twee delen worden aangeduid met allegro en andante con espressione.
Pas veel later zou Bridge het genre weer ter hand nemen. In 1932 voltooide hij zijn enige officiële sonate voor viool en piano; er zitten ongeveer 145 werken tussen.

## Discografie
- Uitgave Dutton Vocalion: London Bridge Ensemble; opname uit 2009